# آب‌سنگ حلقوی نامداریک
آب‌سنگ حلقوی نامداریک (به لاتین: Namdrik Atoll) یک آب‌سنگ حلقوی در جزایر مارشال است که در زنجیره رالیک واقع شده‌است. آب‌سنگ حلقوی نامداریک ۲٫۸ کیلومتر مربع مساحت و ۸۱۴ نفر جمعیت دارد و ۳ متر بالاتر از سطح دریا واقع شده‌است.